# 高寒 (1964年)
高寒（1964年10月—），陕西神木人，中共党员，本科学历，1989年7月参加工作。中华人民共和国政治人物。

## 生平
2016年起任陕西省延安市米脂县委副书记、县长。
因在脱贫攻坚战中作出突出贡献，2021年2月25日全国脱贫攻坚总结表彰大会上，高寒被授予“全国脱贫攻坚先进个人”。